# L'Auberge du tohu-bohu
Pour plus de détails, voir Fiche technique et Distribution.
L'Auberge du Tohu-Bohu est un film muet français réalisé par Georges Denola, sorti en 1912.

## Fiche technique
- Titre : L'Auberge du Tohu-Bohu
- Réalisation : Georges Denola
- Scénario : d'après l'opérette L'Auberge du Tohu-Bohu de Maurice Ordonneau et Victor Roger
- Photographie :
- Montage :
- Producteur :
- Société de production : Société cinématographique des auteurs et gens de lettres (S.C.A.G.L)
- Société de distribution :  Pathé Frères
- Pays d'origine :  France
- Langue : film muet avec les intertitres en français
- Format : Noir et blanc — 35 mm — 1,33:1 — Muet
- Genre : Comédie
- Métrage : 370 mètres
- Durée : 12 minutes
- Dates de sortie :
  -  France : 8 novembre 1912

## Distribution
- Émile Mylo : le saltimbanque
- Paul Landrin : le comte Zarifouli
- Jane Danjou : Flora, la saltimbanque
- Louis Blanche : Saturnin
- Henri Collen